# Geomys
A Geomys az emlősök (Mammalia) osztályának rágcsálók (Rodentia) rendjébe, ezen belül a tasakospatkány-félék (Geomyidae) családjába tartozó nem.

## Rendszerezés
A nembe az alábbi 9 faj tartozik:
- Geomys arenarius Merriam, 1895
- Geomys attwateri Merriam, 1895 - korábban a Geomys bursarius alfajának tekintették
- Geomys breviceps Baird, 1855 - korábban a Geomys bursarius alfajának tekintették
- kanadai tasakospatkány (Geomys bursarius) Shaw, 1800
- Geomys knoxjonesi Baker & Genoways, 1975 - korábban a Geomys bursarius alfajának tekintették
- Geomys personatus True, 1889
- Geomys pinetis Rafinesque, 1817 - típusfaj
- Geomys texensis Merriam, 1895 - korábban a Geomys bursarius alfajának tekintették
- Geomys tropicalis Goldman, 1915